# Eriborus loculosus
Eriborus loculosus là một loài tò vò trong họ Ichneumonidae.